# 1996年アトランタオリンピックのオーストリア選手団
1996年アトランタオリンピックのオーストリア選手団（1996ねんアトランタオリンピックのオーストリアせんしゅだん）は、1996年7月19日から8月4日にかけてアメリカ合衆国のジョージア州アトランタで開催された1996年アトランタオリンピックのオーストリア選手団、およびその競技結果。

## 概要
今大会は銀メダル1個、銅メダル2個の合計3個のメダルを獲得した。

## メダル
| メダル | 選手名             | 競技 | 種目      |
| ------ | ------------------ | ---- | --------- |
| 銅     | テレジア・キースル | 陸上 | 女子1500m |